# 로버트 로빈슨
로버트 로빈슨 경(영어: Sir Robert Robinson, OM, FRS, 1886년 9월 13일 ~ 1975년 2월 8일)은 영국의 화학자이다. 1947년에 알칼로이드를 연구한 공로로 노벨 화학상을 받았다.

## 인물
1886년 잉글랜드 더비셔주에서 태어나 1912년에 시드니 대학교 교수, 1915년에 영국 리버풀 대학교, 런던 대학교 교수를 거쳐 1930년부터 옥스퍼드 대학교 교수를 맡았다. 1920년에 왕립학회 회원으로 선출됐고 1945년부터 1950년까지 왕립학회 회장을 역임했다.

## 상훈

### 수상
- 1930년: 데비 메달
- 1932년: 로열 메달
- 1942년: 코플리 메달
- 1947년: 노벨 화학상
- 1947년: 프랭클린 메달
- 1947년: 앨버트 메달

### 서훈
- 1939년 기사작위(Knight Bachelor)[3]
- 1949년 메리트 훈장(OM)[4]